# Tuffi ai campionati mondiali di nuoto 2022 - Piattaforma 10 metri sincro femminile
La gara dei tuffi dalla piattaforma 10 metri sincro femminile dei campionati mondiali di nuoto 2022 è stata disputata il 30 giugno presso la Duna Aréna di Budapest. La gara, alla quale hanno preso parte 9 coppie di atlete provenienti da altrettante nazioni, si è svolta in due turni, in ognuno dei quali le coppie hanno eseguito una serie di cinque tuffi.
La gara è stata vinta dalle cinesi Chen Yuxi e Quan Hongchan, mentre l'argento e il bronzo sono andati rispettivamente alle statunitensi Delaney Schnell e Katrina Young e alle malesi Pandelela Rinong e Nur Dhabitah Sabri.

## Programma
| Data           | Ora (UTC+2) | Turno       |
| -------------- | ----------- | ----------- |
| 30 giugno 2022 | 09:00       | Preliminari |
| 30 giugno 2022 | 17:00       | Finale      |

## Risultati
| Pos.    | Nazione       | Atlete                              | Preliminari | Preliminari | Finale | Finale |
| Pos.    | Nazione       | Atlete                              | Punti       | Pos.        | Punti  | Pos.   |
| ------- | ------------- | ----------------------------------- | ----------- | ----------- | ------ | ------ |
| Oro     | Cina          | Chen Yuxi Quan Hongchan             | 352,08      | 1           | 368,40 | 1      |
| Argento | Stati Uniti   | Delaney Schnell Katrina Young       | 296,28      | 2           | 299,40 | 2      |
| Bronzo  | Malaysia      | Pandelela Rinong Nur Dhabitah Sabri | 270,90      | 6           | 298,68 | 3      |
| 4       | Giappone      | Matsuri Arai Minami Itahashi        | 275,46      | 4           | 297,84 | 4      |
| 5       | Germania      | Elena Wassen Christina Wassen       | 281,88      | 3           | 284,16 | 5      |
| 6       | Ucraina       | Ksenija Bajlo Sofija Lyskun         | 267,72      | 8           | 283,08 | 6      |
| 7       | Australia     | Charli Petrov Melissa Wu            | 264,48      | 9           | 274,68 | 7      |
| 8       | Messico       | Viviana Del Ángel Samantha Jiménez  | 271,62      | 5           | 269,10 | 8      |
| 9       | Gran Bretagna | Robyn Birch Emily Martin            | 269,58      | 7           | 259,20 | 9      |